# رایانش داوطلبانه
در اختیار قرار دادن داوطلبانه بخشی از قدرت پردازش یا ذخیره کامپیوترهای شخصی برای کمک به پردازش و یافتن راه حل برای حل مسائل پیچیده علمی که نیازمند قدرت محاسباتی و پردازش بسیار عظیم است رایانش داوطلبانه یا پردازش داوطلبانه نام دارد. در سال ۱۹۹۶ به منظور یافتن اعداد اول به نامGIMPS رایانش داوطلبانه و محاسباتی گرید را به خدمت گرفت. امروزه شبکه رایانش توزیع‌شده و گرید محاسباتی Folding@Homeیکی از بهترین نمونه‌های شبکه‌های داوطلبانه است که به یافتن درمان برای بیماری‌های صعب العلاج و سرطان با استفاده از رایانش داوطلبانه و رایانش مشبک دست می‌زند. چون ابرکامپیوترهای مورد نیاز برای محاسبات عظیم محدود هستند، برخی موسسات علمی با تقسیم و توزیع محاسبات در شبکه‌های گرید محاسباتی یعنی شکستن مسئله کلی به صورت محاسبات خرد و ارسال بر روی کامپیوتر داوطلبانی از سراسر جهان، شبکه محاسباتی مشبک جهانی را پی‌ریزی می‌کنند که با استفاده از قدرت محاسباتی مازاد یارانه‌های شخصی و داوطلب شده در سراسر دنیا محاسبات برای یافتن پاسخ سوالات علمی را سریع‌تر می‌کند. معمولاً یک نرم‌افزار کوچک با نصب بر روی کامپیوتر داوطلبان، عموماً بدون نیاز به دخالت مستقیم وظیفه دریافت سهم محاسباتی، سپس پردازش و در نهایت ارسال نتیجه آن را به سرورهای مادر به صورت خودکار انجام می‌دهد.